# Graziella Polesinanti
Graziella Polesinanti (Roma, 12 de março de 1943) é uma atriz e dubladora italiana.
É a voz italiana de Fernanda Montenegro em Central do Brasil: ganhou, por este trabalho o Nastro d'Argento em 1999.

## Filmografia
- Gli arcangeli, direção de Enzo Battaglia (1962)
- Gli eroi, di oggi, domani, direção de Frans Weisz (1963)
- Extraconiugale, direção de Giuliano Montaldo (1964)
- Il disco volante, direção de Tinto Brass (1964)
- La settimana bianca, direção de Mariano Laurenti (1980)
- Una vacanza del cactus, direção de Mariano Laurenti (1981)
- Dio li fa e poi li accoppia, direção de Steno (1982)
- Fantozzi subisce ancora, direção de Neri Parenti (1983)
- College, direção de Castellano e Pipolo (1984)
- Scugnizzi, direção de Nanni Loy (1989)
- Un amore americano, direção de Paolo Schivazappa (1994)
- Una donna per amico, direção de Rossella Izzo (1999)
- I Cesaroni 2, direção de Stefano Vicario e Francesco Pavolini - Fiction TV - 2008 (Vuoi ballare con me?) - voz espanhola